# Stadion Centralny w Piatigorsku
Stadion Centralny – wielofunkcyjny stadion klubu Maszuk-KMW Piatigorsk położony w mieście Piatigorsk w Rosji. W latach 2004–2006 był to również stadion domowy klubu Terek Grozny. Stadion ten posiada trzy trybuny, w tym jedną zadaszoną, które są zdolne pomieścić około 10 tys. osób. Do 2001 roku stadion nazywał się "Trud" (ros. Труд)